# Ігаль Тальмі
Іґаль Тальмі (івр. יגאל תלמי, 31 січня 1925, Київ) — ізраїльський фізик.

## Біографія
Народився в Києві в родині Леї (уродженої Вайнштейн) та Моїсея Смілянських, які репатриювалися до Ерец-Ісраель через рік після його народження. Місцем проживання був обраний Кфар-Єхезкель в Галилеї. Закінчив гімназію «Герцлія» в Тель-Авіві. Навчався на фізичному факультеті Єврейського університету в Єрусалимі. Закінчив докторантуру в Швейцарському технологічному інституті в Цюриху, під керівництвом Вольфганга Паулі. З 1954 року працював в Вейцмановского інституті, професор з 1958 року. З 1963 року — член Академії наук Ізраїлю.

## Премії
- 1962 — Премія Вейцмана за дослідження в галузі точних наук
- 1965 — Премія Ізраїлю[3]
- 1971 — Премія Ротшильда
- 2000 — Премія Ханса Бете
- 2003 — Премія Швейцарського технологічного інституту
- 2003 — Премія EMET